# Спаркс, Рон
Рон Спаркс (англ. Ron Sparks; 23 ноября 1974, Луисвилл) — американский кикбоксер и боец смешанного стиля, представитель тяжёлой весовой категории. Выступал на профессиональном уровне в период 2006—2013 годов, известен по участию в турнирах таких бойцовских организаций как К-1 и Bellator MMA, участник пятого сезона гран-при Bellator тяжёлого веса и летнего турнира Summer Series.

## Биография
Рон Спаркс родился 23 ноября 1974 года в городе Луисвилл, штат Кентукки. Узнал о спортивных единоборствах ещё в детстве от своего отца, ветерана Войны во Вьетнаме, который также работал в армии инструктором по боевым искусствам. Серьёзно заниматься единоборствами Спаркс начал в возрасте семи лет, в молодости освоил кикбоксинг и часто выступал в роли спарринг-партнёра местных профессиональных бойцов.

### Начало карьеры
Сам тоже успешно выступал в кикбоксинге, одержал по крайней мере 18 побед в 20 поединках, причём 15 из них нокаутом. Завоёвывал титулы чемпиона мира по версиям организаций RFL и AFL. Наиболее известен его поединок в крупнейшем мировом промоушене К-1 в октябре 2009 года против представителя Белоруссии Алексея Игнашова, когда он проиграл нокаутом, пропустив удар ногой справа в голову.
Дебют Спаркса в смешанных единоборствах состоялся в июне 2006 года, своего первого соперника он сумел нокаутировать за 17 секунд. В последующие годы выступал в различных американских и канадских промоушенах, во всех поединках неизменно был победителем.

### Bellator
Благодаря череде удачных выступлений в 2010 году привлёк к себе внимание крупной американской организации Bellator MMA и начал здесь с победы нокаутом над Грегори Мэйнардом — для этого ему потребовалось всего лишь 50 секунд. Затем взял верх над ветераном Винсом Лусеро и в октябре 2011 года принял участие в пятом сезоне гран-при тяжеловесов: на стадии четвертьфиналов выиграл нокаутом у Марка Холаты, но в полуфинале был нокаутирован Эриком Приндлом. После некоторого перерыва в 2013 году стал участником летнего гран-при тяжёлого веса Summer Series, где на полуфинальной стадии встречался с российским самбистом Виталием Минаковым, будущим чемпионом организации, и проиграл ему техническим нокаутом уже в начале первого раунда. Кроме того, в этом году провёл бой против Майти Мо и тоже проиграл, на сей раз удушающим приёмом «американа». В августе 2014 года в числе нескольких других бойцов был уволен из Bellator.

### Другие промоушены
На 2014 год были запланированы два выступления Рона Спаркса в менее известных американских промоушенах, были назначены даты поединков и конкретные соперники, однако оба раза бои по неизвестным причинам отменялись.

## Статистика в профессиональном ММА
| Боёв 11  | Побед 8 | Поражений 3 |
| -------- | ------- | ----------- |
| Нокаутом | 6       | 2           |
| Сдачей   | 1       | 1           |
| Решением | 1       | 0           |

| Результат | Рекорд | Соперник        | Способ               | Турнир                         | Дата             | Раунд | Время | Место            | Примечание                                          |
| --------- | ------ | --------------- | -------------------- | ------------------------------ | ---------------- | ----- | ----- | ---------------- | --------------------------------------------------- |
| Поражение | 8–3    | Майти Мо        | Сдача (американа)    | Bellator 105                   | 25 октября 2013  | 1     | 2:52  | Рио-Ранчо, США   |                                                     |
| Поражение | 8–2    | Виталий Минаков | TKO (удары руками)   | Bellator 96                    | 19 июня 2013     | 1     | 0:32  | Такервилл, США   | Полуфинал гран-при тяжёлого веса Summer Series 2013 |
| Поражение | 8–1    | Эрик Приндл     | KO (удар рукой)      | Bellator 56                    | 29 октября 2011  | 1     | 0:40  | Канзас-Сити, США | Полуфинал 5 сезона гран при тяжёлого веса           |
| Победа    | 8–0    | Марк Холата     | KO (удары руками)    | Bellator 52                    | 1 октября 2011   | 1     | 1:24  | Лейк-Чарльз, США | Четвертьфинал 5 сезона гран при тяжёлого веса       |
| Победа    | 7–0    | Винс Лусеро     | Сдача (кейлок)       | Bellator 43                    | 7 мая 2011       | 1     | 2:18  | Ньюкёрк, США     |                                                     |
| Победа    | 6–0    | Грегори Мэйнард | KO (удар рукой)      | Bellator 30                    | 23 сентября 2010 | 1     | 0:50  | Луисвилл, США    |                                                     |
| Победа    | 5–0    | Джонатан Айви   | Единогласное решение | RFL: Maximum Impact            | 27 июня 2009     | 4     | 5.00  | Хаммонд, США     |                                                     |
| Победа    | 4–0    | Джоффри Майснер | TKO (удары руками)   | Colosseo Championship Fighting | 6 марта 2009     | 1     | 1:07  | Эдмонтон, Канада |                                                     |
| Победа    | 3–0    | Тиси Шейн       | KO (удары руками)    | Caged Inferno 3                | 30 сентября 2006 | 1     | 0:36  | Луисвилл, США    |                                                     |
| Победа    | 2–0    | Аарон Шенк      | TKO (удары руками)   | Clash in the Cage 1            | 29 июля 2006     | 1     | 0:24  | Лоренсберг, США  |                                                     |
| Победа    | 1–0    | Хит Циммерман   | KO (удары руками)    | Caged Inferno 2                | 17 июня 2006     | 1     | 0:17  | Луисаилл, США    |                                                     |